# Jarman Gap
Le Jarman Gap – ou jadis Woods Gap – est un col routier des montagnes Blue Ridge à la limite du comté d'Albemarle et du comté d'Augusta, dans l'État de Virginie, aux États-Unis. Situé à 662 mètres d'altitude, il est franchi par le sentier des Appalaches et désormais par la Skyline Drive : si c'était autrefois le terminus méridional de cette route de montagne, celui-ci se trouve désormais encore plus au sud, à Rockfish Gap, depuis qu'en 1961 la section la plus septentrionale de la Blue Ridge Parkway lui a été attribuée. Depuis la création de ce district historique le 28 avril 1997, Jarman Gap est une propriété contributrice au district historique de Skyline Drive.